# Barbara Krafft
Barbara Krafft, (Jihlava, 1 de abril de 1764 - Bamberg, 28 de setembro de 1825) foi uma pintora austríaca.
Ficou bem conhecida graças ao retrato de Mozart que ela pintou em 1819, depois da morte deste (1791), e vem sendo amplamente reproduzido.

## Biografia

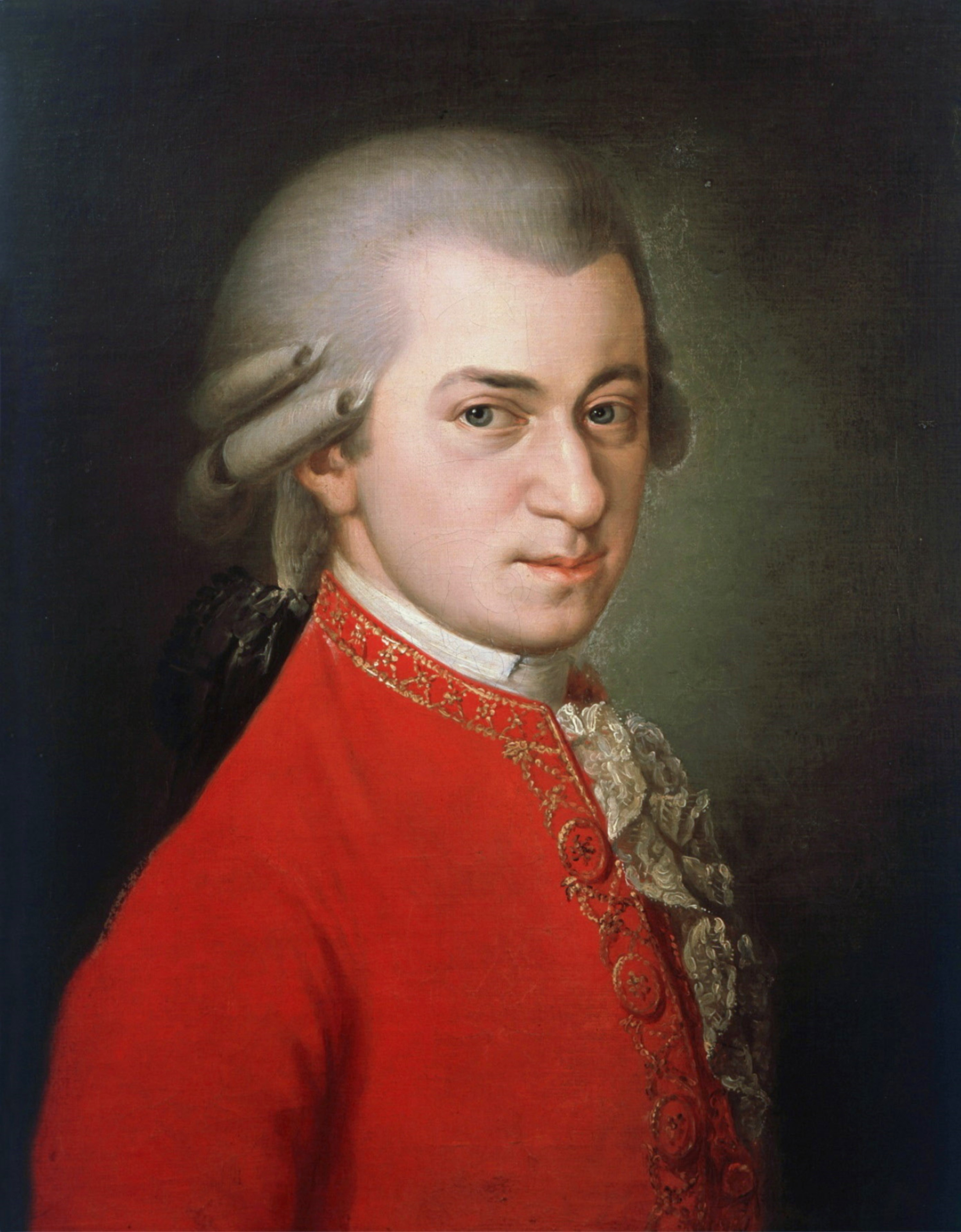
Retrato de Mozart pintado por Barbara Krafft.

Ela nasceu Maria Barbara Steiner em Jihlava (agora uma cidade da República Checa, que em alemão corresponde a Iglau), onde seu pai, Johann Nepomuk Steiner, pintor da corte imperial austríaca, estava trabalhando naquele época. Ela aprendeu pintura com seu pai e acompanhou-o até Viena, onde ela exibiu sua primeira pintura em 1786 na Academia de Belas-Artes de Viena.
Em 1789 ela se casou com o farmacêutico vienense Josef Krafft e teve um filho, Johann August Krafft, nascido em 1792, que, ensinada pela mãe, tornou-se pintor e litógrafo.
Por vários períodos entre 1794 e 1803 Barbara Krafft trabalhou e viajou sozinha por Jihlava, Salzburg e Praga, alcançando sucesso crescente, principalmente como pintora de retratos e obras religiosas.
Em 1804 ela estava separada do marido e se estabeleceu em Salzburg até 1821. Nos últimos quatro anos de sua vida, ela viveu em Bamberg, onde morreu com a idade de 61 anos.